# 朱奠壘
樂安昭定王朱奠壘（1427年9月19日—1488年12月8日），號棗林，明朝寧藩第一代樂安王，寧惠王朱磐烒的庶第三子。

## 生平
宣德二年八月二十九日（1427年9月19日）生。正統七年（1442年）六月十五日，封鎮國將軍。景泰二年（1451年）三月十三日，進封樂安王。
弘治元年十一月初九日（1488年12月8日），朱奠壘去世，享年六十二歲，諡號昭定。庶四子鎮國將軍朱覲鑉早卒，其嫡長子輔國將軍朱宸湔後襲爵。

## 家庭

### 妻
- 宋氏（1430年－1473年），南昌左衛千戶宋邕第七女，正統十年（1445年）冊為鎮國將軍夫人，景泰二年（1451年）冊為樂安王妃[3]。

### 妾
- 夫人王氏，生朱覲鑉
- 夫人陳氏，生朱覲鋂、南城縣主
- 夫人王氏，生朱覲鍾
- 夫人陸氏，生朱覲鋌、福寧縣主
- 夫人孫氏，生朱覲鋃、武寧縣主
- 夫人樊氏，生朱覲鍊
- 夫人胡氏
- 夫人張氏，生朱覲鉎
- 夫人錢氏（1458年—1508年7月13日），生扶亭縣主[4]

### 子
- 嫡長子：朱覲鑲（1457年－1458年）
- 庶次子：朱覲鋃（1457年－1458年）
- 庶三子：朱覲鋂（1457年－1458年）
- 庶四子：鎮國將軍→樂安溫隱王（追封）朱覲鑉
- 庶五子：鎮國將軍→庶人朱覲鍾（1461年－）[5]
- 庶六子：鎮國將軍朱覲鍊（1463年－）
  - 第一子：輔國將軍朱宸㵬，因參與寧王之亂被處決[6]
- 庶七子：鎮國將軍朱覲鋌（1466年－1520年），參與寧王之亂，未定罪而先去世，死因不詳
  - 第一子：輔國將軍朱宸潛[6]
    - 第一子：庶人朱大哥[6]
      - 第一子：庶人朱多富[6]
        - 第一子：庶人朱謀室[7]
        - 第二子：庶人朱謀壁[7]
          - 第一子：庶人朱統竟[7]

        - 第三子：庶人朱謀成[7]
        - 第四子：庶人朱謀𤿜[7]

      - 第二子：庶人朱多安[6]
        - 第一子：庶人朱應佳[7]
        - 第二子：庶人朱謀𤳗[7]

      - 第三子：庶人朱崇實[7]
      - 第四子：庶人朱崇宜[7]

    - 第二子：庶人朱紹祖[6]
      - 第一子：庶人朱壹哥[7]
      - 第二子：庶人朱多夔[7]
        - 第一子：庶人朱謀坡[7]
        - 第二子：庶人朱謀埠[7]
        - 第三子：庶人朱謀壤[7]

      - 第三子：庶人朱叄哥[7]
      - 第四子：庶人朱肆哥[7]
      - 第五子：庶人朱多選[7]

    - 第三子：庶人朱榮祖[6]
      - 第一子：庶人朱多善[7]

    - 第四子：庶人朱華祖[6]
      - 第一子：庶人朱多亮[7]
        - 第一子：庶人朱謀㰻[7]
        - 第二子：庶人朱謀赤[7]

      - 第二子：庶人朱多顯[7]
        - 第一子：庶人朱謀道[7]

      - 第三子：庶人朱崇學[7]

    - 第五子：庶人朱元壽[6]
      - 第一子：庶人朱多禮[7]

    - 第六子：庶人朱元春[6]
      - 第一子：庶人朱多遂[7]
      - 第二子：庶人朱多逈[7]

    - 第七子：庶人朱元正[7]
      - 第一子：庶人朱多遜[7]

  - 第二子：輔國將軍朱宸泬，因參與寧王之亂，送鳳陽高墻，後回府居住[6]
    - 第一子：庶人朱聖祐[7]
      - 第一子：庶人朱多泰[7]
      - 第二子：庶人朱多復[7]
        - 第一子：庶人朱謀德[7]

    - 第二子：庶人朱聖祥[7]
      - 第一子：庶人朱多壽[7]
      - 第二子：庶人朱多齡[7]

    - 第三子：庶人朱聖祚[7]

  - 第三子：輔國將軍朱宸涖，因參與寧王之亂，送鳳陽高墻[6]
- 庶八子：鎮國將軍→庶人朱覲鉎（1468年－）[5][8]，因參與寧王之亂，降為庶人，送鳳陽高墻，後回府，追封鎮國將軍[6]
  - 第一子：輔國將軍朱宸灊[6]
    - 第一子：奉國將軍朱拱棛[6]
      - 第一子：鎮國中尉朱多㸎[6]
        - 第一子：輔國中尉朱謀塧[7]

      - 第二子：鎮國中尉朱多𤇳[7]
      - 第三子：鎮國中尉朱多歘[7]
        - 第一子：輔國中尉朱謀塶[7]
        - 第二子：輔國中尉朱謀𡎖[7]

    - 第二子：奉國將軍朱拱⿰木昇[7]
    - 第三子：奉國將軍朱拱梤[6]
      - 第一子：鎮國中尉朱多𤎱[7]

  - 第二子：輔國將軍朱宸灝[7]
    - 第一子：奉國將軍朱拱𣓑[7]
      - 第一子：鎮國中尉朱多烵[7]
        - 第一子：輔國中尉朱謀僿[7]

    - 第二子：奉國將軍朱拱杶[6]
      - 第一子：鎮國中尉朱多熭[7]
        - 第一子：輔國中尉朱謀雏[7]
        - 第二子：輔國中尉朱謀⿰里冗[7]
        - 第三子：輔國中尉朱謀圪[7]
        - 第四子：輔國中尉朱謀禥[7]

      - 第二子：鎮國中尉朱多烞[7]
        - 第一子：輔國中尉朱謀䁼[7]
        - 第二子：輔國中尉朱謀𧼚[7]
        - 第三子：輔國中尉朱謀㙩[7]

      - 第三子：鎮國中尉朱多𩏦[7]
        - 第一子：輔國中尉朱謀𡍤[7]

      - 第四子：鎮國中尉朱多魰[7]
      - 第五子：鎮國中尉朱多㺘[7]

    - 第三子：奉國將軍朱拱樜[6]，萬曆十八年（1590年），因羅曰伊催租債，相毆身死[9]
      - 第一子：鎮國中尉朱多㶰[7]
      - 第二子：鎮國中尉朱多㒌[7]

    - 第四子：奉國將軍朱拱榩[6]
      - 第一子：鎮國中尉朱多鱎[7]
      - 第二子：鎮國中尉朱多㶮[7]

    - 第五子：奉國將軍朱拱松[6]
      - 第一子：鎮國中尉朱多鱕[7]
      - 第二子：鎮國中尉朱多𰱸[7]

    - 第六子：奉國將軍朱拱梽[7]
    - 第七子：奉國將軍朱拱榯[7]
    - 第八子：奉國將軍朱拱𣜬[7]
    - 第九子：庶人朱拱橋[7]
      - 第一子：庶人朱多㲜[7]

  - 第三子：輔國將軍朱宸漁[7]
    - 第一子：奉國將軍朱拱栢[6]
      - 第一子：鎮國中尉朱多榮[7]
      - 第二子：鎮國中尉朱多𤒽[7]

    - 第二子：庶人朱拱臬[7]

### 女
- 嫡長女：上饒縣主，儀賓吳謹[10]
- 嫡次女：大庾縣主，儀賓陳淮[10]
- 庶三女：武寧縣主[10]
- 嫡四女：上猶縣主，儀賓沈永通[10]
- 庶五女：南城縣主，儀賓章鎡[10]
- 庶六女：福寧縣主，儀賓張嵩[10]
- 庶七女[10]：扶亭縣主，儀賓徐淦鳳[4]

## 墓葬
朱奠壘葬於江西南昌府新建縣洪崖鄉二十九都增壽山（今江西省南昌市新建区望城鎮幸福村花坑山）。1987年2月28日晚，朱奠壘夫婦的合葬墓被盜。墓葬坐北朝南，由甬道、前室、後室構成，墓室呈卷拱狀。隨葬品有金器、銀器、玉器、陶俑、壙誌等。壙誌現藏於江西省博物館，高77釐米，寬75.4釐米，楷書。

明故樂安昭定王壙誌銘

王諱奠壘，寧惠王庶第三子。母李氏。宣德二年八月二十九日寅時生。正統七年六月十五日，封鎮國將軍。景泰二年三月十三日，進封樂安王。弘治元年十一月初九日，以疾薨，享年六十二歲。妃宋氏，生嫡長女上饒縣主，儀賓吳謹；嫡第二女大庾縣主，儀賓陳淮；嫡長子覲鑲，天順元年十二月初一日未時生，天順二年三月初四日故；生嫡第四女上猶縣主，儀賓沈永通。夫人王氏，生庶第四子鎮國將軍覲鑉，夫人黃氏，生嫡長孫宸湔，封輔國將軍；庶第二孫宸渢，未封，生母駱氏；庶第三孫宸瀾，未封，生母章氏。夫人陳氏，生庶第三子覲鋂，天順元年十二月初九日生，天順二年六月二十日故；生女南城縣主，儀賓章鎡。夫人王氏，生第五子鎮國將軍覲鍾。夫人陸氏，生女未封；第七子鎮國將軍覲鋌；第六女福寧縣主，儀賓張嵩。夫人孫氏，生庶第二子覲鋃，天順元年十二月初七日生，天順二年四月初四日故；生第三女武寧縣主，已故。夫人樊氏，生第六子鎮國將軍覲鍊。夫人胡氏。夫人張氏，生第八子覲鉎，未封。夫人錢氏，生第七女，未封。上聞訃，輟視朝一日，遣官渝祭，特謚曰昭定，命有司治喪葬如制。在京親王及文武官皆致祭焉。以弘治二年八月十七日，葬于南昌府新建縣洪崖鄉二十九都增壽山之原。嗚呼！王生于宗室，為國藩輔，茂膺封爵，貴富兼隆。茲以令終，夫復何憾。爰述其概，納諸幽壙，用垂不朽云。

弘治二年七月吉旦。四川順慶府通判臣黃表書丹。